# پیروز قربانی
پیروز قربانی (زادهٔ ۱۲ اسفند ۱۳۵۷ در تهران) بازیکن سابق و سرمربی فوتبال اهل ایران است که هدایت باشگاه فوتبال فجر شهید سپاسی شیراز در لیگ برتر خلیج فارس را بر عهده دارد.

## عملکرد باشگاهی
وی به همراه وحید طالب لو، آرش برهانی، علیرضا اکبرپور و محمود فکری از بازیکنانی هستند که نُه فصل متوالی برای استقلال تهران بازی کرده‌اند و از این حیث رکورددار هستند. وی با زدن گل دقیقه ۹۴ در دربی یکی از خاطره انگیزترین گل‌های تاریخ استقلال را به ثمر رساند. وی سابقه عضویت در تیم‌های استقلال، مس کرمان، سایپا، صبای قم و راه‌آهن را دارد. وی در سال ۹۴ با پیراهن صبای قم از فوتبال خداحافظی کرد.
وی فارغ‌التحصیل مدیریت ورزش است. قربانی خیلی زود به کسوت مربیگری درآمد و در فصل اول به‌عنوان دستیار در راه‌آهن مشغول بکار شد و سپس سه فصل هدایت سردار بوکان را برعهده گرفت و کارنامه خوبی از خود به جای گذاشت و سپس به‌عنوان دستیار در باشگاه فوتبال سایپا فعالیت کرد.

## افتخارات

### باشگاهی

#### استقلال
- قهرمانی در جام آزادگان ۸۰–۱۳۷۹ به همراه تیم استقلال تهران
- قهرمانی در جام حذفی ۸۱-۱۳۸۰ به همراه تیم استقلال تهران
- قهرمانی در لیگ برتر فوتبال ایران ۸۵-۸۴ به همراه تیم استقلال تهران
- قهرمانی در جام حذفی ۸۷-۱۳۸۶ به همراه تیم استقلال تهران
- قهرمانی در لیگ برتر فوتبال ایران ۸۸-۸۷ به همراه تیم استقلال تهران
- نایب قهرمانی در لیگ برتر فوتبال ایران ۸۱-۱۳۸۰ به همراه تیم استقلال تهران
- نایب قهرمانی در لیگ برتر فوتبال ایران ۸۳-۱۳۸۲ به همراه تیم استقلال تهران
- نایب قهرمانی در جام حذفی ۸۳-۱۳۸۲ به همراه تیم استقلال تهران

### مربی
- قهرمانی در لیگ آزادگان ۰۴–۱۴۰۳ به همراه تیم فجرسپاسی